# Villa dell'Ombrellino

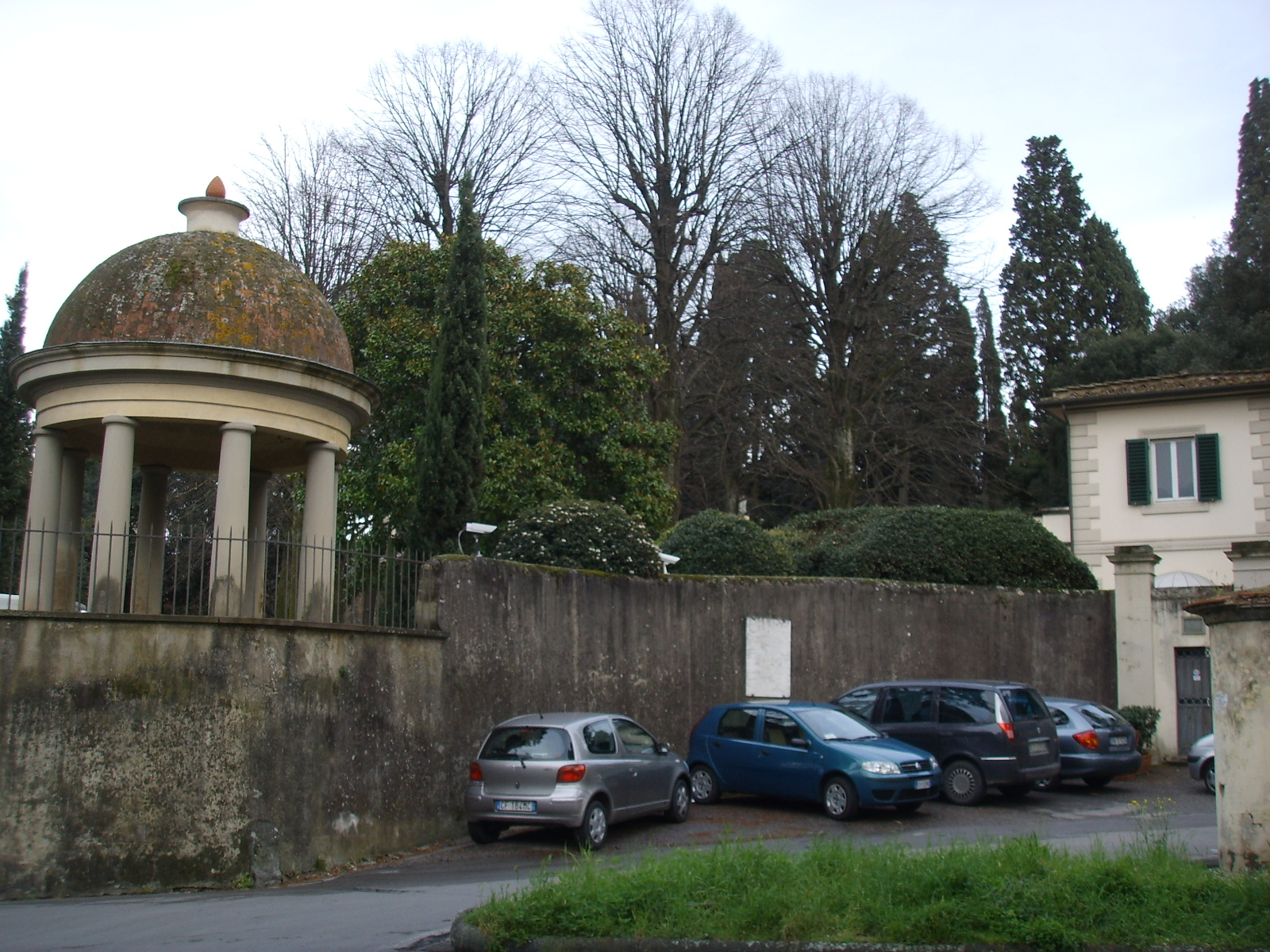
L'ingresso della villa dell'Ombrellino, Bellosguardo

Villa dell'Ombrellino è una dimora storica di Firenze, situata al numero 11 di piazza Bellosguardo, nella località di Bellosguardo.

## Storia e descrizione
Le origini della villa risalgono al 1372. Per quattrocento anni, la Villa di Bellosguardo, come era chiamata a quel tempo, fu abitata dalla famiglia Segni, il cui più illustre rappresentante fu lo storico Bernardo Segni.

Nel 1815 la villa passò di proprietà alla contessa Teresa Spinelli Albizi che la fece totalmente ristrutturare. Fu lei che fece collocare sulla grande terrazza giardino che guarda verso Firenze una sorta di parasole in ferro a forma di ombrello cinese che ha dato il nome all'intera villa.
Nel 1874 la villa fu acquistata dallo statista russo Aleksej Zubov, che quattro anni dopo, vi unì anche la contigua villa della Torricella. La fusione delle due proprietà portò ad un rimodellamento dei due giardini, uniti in un unico vasto parco romantico, caratterizzato da numerose specie esotiche, quali: palme, bambù, cedri e ginko biloba.
Nei primi anni del XX secolo la villa passò all'inglese Alice Keppel, famosa beltà, nota per essere stata la favorita di Edoardo VII, esiliata dalla corte inglese alla morte del re, la quale, per ampliare il panorama, fece demolire la Torricella, sostituendola con una loggia per la musica.
L'intero parco fu disseminato di statue neo-cinquecentesche e neo-settecentesche in pietra di Vicenza, concentrate in particolare nella parte che guarda Firenze.
Nel 1926 questa zona del giardino fu trasformato in "giardino all'italiana", con aiuole bordate di bosso, dall'architetto inglese Cecil Pinsent.

Alla morte di Alice Keppel nel 1947, la villa fu ereditata dalla figlia maggiore, Violet Trefusis (1894-1972) che vi rimase fino alla sua morte. Scrittrice e saggista, Violet, che ha annoverato amici e corrispondenti come Vita Sackville-West e François Mitterrand, si è sforzata di mantenere villa e giardino ai livelli del tempo di sua madre, con particolare attenzione alle fioriture in vaso ed in terra. (La sorella minore di Violet Trefusis, la baronessa Ashcombe, figlia di George Keppel, fu la nonna di Camilla Parker-Bowles, seconda moglie di re Carlo III del Regno Unito.)

### Ospiti illustri
La villa ha avuto molti ospiti illustri. Galileo Galilei vi abitò tra il 1617 ed il 1631 ed in quegli anni scrisse il suo "Dialogo sui massimi sistemi". Anna Cora Mowatt nota come Mrs. Ritchie scrittrice di romanzi e di articoli sulla vita e gli avvenimenti fiorentini per giornali americani. Charles Eliot Norton, studioso di arte e architettura italiana, soggiornò all'Ombrellino tra la fine del 1870 e la primavera del 1871. Il pittore impressionista Marcellin Desboutin, vi soggiornò verso la metà dell'Ottocento.